# 朱一桂
朱一桂（1557年—1631年），字廷萼，號月樵，江西饒州府浮梁縣人，明朝政治人物。

## 生平
萬曆七年（1579年）己卯科江西鄉試舉人。萬曆二十年（1592年），登壬辰科第三甲第二十四名進士，吏部觀政，六月授婺源知县，二十七年丁憂。三十七年行取兵科给事中，三十八年差管太倉，三十九年補管皇城，四十一年轉湖廣上江防道右參議，四十三年因病在籍調理。泰昌元年（1620年）起太僕寺少卿，天啓元年升右通政，二年升南太常寺卿，五年仕至刑部右侍郎。六年出爲南京都察院右都御史，不久冠带閑住。崇禎初，詔復原官，四年六月卒，年七十有五。赠兵部尚书，赐祭葬。

## 家族
曾祖朱重光；祖父朱子忠，生员；父朱天祥。